# Витинский, Стефан
Сте́фан Вити́нский (годы рождения и смерти — неизвестны) — малороссийский поэт XVIII века, педагог, профессор философии.
Обучался, очевидно, в Харьковском коллегиуме, где затем был преподавателем. В 1736-1737 гг. преподавал пиитику, впоследствии — риторику, в 1738-1739 гг. — профессор философии и префект коллегиума.
В 1739 году издал в честь российской императрицы Анны Иоанновны на старославянском языке поэтическую книгу «Эпиникион», в которой описал русско-турецкую войну 1735-1739 гг., в частности, взятие Хотина 17 августа 1739. В эпической поэме, тип которой широко разрабатывался киевскими поэтиками, провозглашался актуальный для того времени тезис о необходимости объединения славян перед турецким нашествием.
Поэма была напечатана в Санкт-Петербурге в типографии Императорской академии наук. Книга интересна и как образец украинской героической поэзии периода упадка национальной государственности, и в качестве примера литературного творчества Харьковского культурного центра.
Дальнейшая судьба Стефана Витинского — неизвестна.